# Alkmaar '54 in het seizoen 1965/66
Het seizoen 1965/1966 was het 12e jaar in het bestaan van de Alkmaarse betaaldvoetbalclub Alkmaar '54. De club kwam uit in de Eerste divisie en eindigde daarin op de vierde plaats. Tevens deed de club mee aan het toernooi om de KNVB Beker, hierin werd het team in de groepsfase uitgeschakeld.

## Wedstrijdstatistieken

### Eerste divisie
|       | Blauw-Wit | SC Cambuur | DHC   | Eindhoven | Holland Sport | NAC   | N.E.C. | RBC   | Sittardia | Velox | Volendam | De Volewijckers | VVV   | Xerxes |
| ----- | --------- | ---------- | ----- | --------- | ------------- | ----- | ------ | ----- | --------- | ----- | -------- | --------------- | ----- | ------ |
| Thuis | 3 – 1     | 3 – 0      | 0 – 0 | 3 – 2     | 7 – 1         | 0 – 3 | 2 – 1  | 5 – 0 | 2 – 5     | 4 – 2 | 3 – 0    | 5 – 1           | 2 – 1 | 1 – 0  |
| Uit   | 2 – 2     | 3 – 3      | 3 – 3 | 2 – 2     | 2 – 5         | 2 – 0 | 0 – 3  | 4 – 0 | 2 – 0     | 1 – 1 | 4 – 2    | 1 – 2           | 0 – 1 | 2 – 0  |

### KNVB beker
| Groepsfase                                       | Volendam                                                    | 6 – 1 (2 – 0) | Alkmaar '54             |
| 19 september 1965 Plaats: Volendam Julianastraat | Dick Tol 12', 20' Dick Bond 52', 81' Gerrie Mühren 59', 62' |               | 69' Siem Tijm           |
| Groepsfase                                       | Alkmaar '54                                                 | 3 – 1 (3 – 0) | RCH                     |
| 7 november 1965 Plaats: Alkmaar Alkmaarderhout   | Chris Lefering 8' Piet Beets 17' Piet Buis 22'              |               | 67' (pen.) Herman Koers |
| Groepsfase                                       | Telstar                                                     | 0 – 0         | Alkmaar '54             |
| 2 januari 1966 Plaats: Velsen Schoonenberg       |                                                             |               |                         |

## Statistieken Alkmaar '54 1965/1966

### Eindstand Alkmaar '54 in de Nederlandse Eerste divisie 1965 / 1966
| Stand | Gespeeld | Gewonnen | Gelijk | Verloren | Punten | Doelpunten voor | Doelpunten tegen |
| ----- | -------- | -------- | ------ | -------- | ------ | --------------- | ---------------- |
| 4e    | 28       | 15       | 6      | 7        | 36     | 64              | 45               |

### Topscorers
| #      | Naam            | Goal |
| ------ | --------------- | ---- |
| 1.     | Piet Beets      | 19   |
| 2.     | Siem Tijm       | 15   |
| 3.     | Bob van Rijssel | 8    |
| 4.     | Chris Lefering  | 7    |
| 5.     | Piet Buis       | 5    |
| 6.     | János Hanek     | 4    |
| 7.     | Henk Tijm       | 3    |
| 8.     | Erich Meier     | 2    |
| 9.     | Nico Kesselaar  | 1    |
| Totaal | Totaal          | 64   |

| #      | Naam           | Goal |
| ------ | -------------- | ---- |
| 1.     | Piet Beets     | 1    |
| 1.     | Piet Buis      | 1    |
| 1.     | Chris Lefering | 1    |
| 1.     | Siem Tijm      | 1    |
| Totaal | Totaal         | 4    |

## Voetnoten
Alkmaar '54 ·
Blauw-Wit ·
Cambuur ·
DHC ·
Eindhoven ·
Holland Sport ·
NAC ·
N.E.C. ·
RBC ·
Sittardia ·
Velox ·
Volendam ·
De Volewijckers ·
VVV ·
Xerxes